# Sean Sullivan (attore 1921)
Sean Sullivan (Toronto, 26 dicembre 1921 – Toronto, 3 giugno 1985) è stato un attore canadese.

## Filmografia
- Seaway: acque difficili (Seaway) - serie TV, 1 episodio (1965)
- 2001: Odissea nello spazio (2001: A Space Odyssey), regia di Stanley Kubrick (1968)
- L'amico sconosciuto  (1978)
- Niente di personale (1980)
- La zona morta, regia di David Cronenberg (1983)
- Fuga d'inverno  (1984)
- Nato per vincere  (1986)
- Deadly Harvest - Raccolto mortale, regia di Timothy Bond (1987)